# Birkende
Birkende es una localidad situada en el municipio de Kerteminde, en la región de Dinamarca Meridional (Dinamarca), con una población estimada, en 2021, de 655 habitantes.
Se encuentra ubicada al norte de la isla de Fionia, junto a la costa del mar Báltico.